# قمهدة
قَمْهَدَة قرية سعودية، تقع جنوب الباحة وضمن منطقة الباحة. قال: فإِنْ تَقْمَهِدِّي أَقْمَهِدّ مكانِيا الأَزهري : المُقْمَهِدُّ المُقِيمُ في مكان واحد لا يبرحه.

## الموقع والحدود
جنوب مدينة الباحة 14 كم تقريبًا على ضفة الجنوب الشرقي لوادي فيق على خط طول 41,31 شرقًا ؛ وعرض 19,58 شمالًا. ويحدها :
- شمالًا : قرية بني مشهور وقرية غزير. وقرية المراصعة
- جنوبًا : قرية خفه.
- شرقًا : قرية الحبيس - الحدب.
- غربًا : قرية الغشامرة.

## مراحل نشأة القرية
رعاة غنم رحل بدؤو استيطانهم بجوار قرية بني مشهور حاليًا، لهم آثار وحصن يشير بذلك، سلمت مؤخرًا للهيئة العامة للسياحة والتراث الوطني السعودية بالمنطقة، انتقلوا بعد ذلك إلى قمة الجبل المطل على القرية حاليًا القزعة لهم حصن ومقابر مسوره هناك. بعد أن عرفوا الزراعة وأصبح لهم مزارع نزلوا من قمة الجبل وبنوا لهم قرية الحالية لكثرت النزاع والحروب مع مجاوريهم. لهم مساكن تحت القرية الحالية كي تسهل عليهم التواصل والتنقل فيما بينهم.

## معالم وآثار القرية
- حصن القزعة: يقع قمة جبل الشرقي المطل على القرية؛ بُنِي للحرب والدفاع عن القرية. له فوائد أخرى كالاستدلال بظلاله في الوادي على مواعيد مواسم الزراعة بالقرية.
- حصن الدار: يقع وسط القرية جوار المسجد القديم جُعل منارة لمسجد القرية قديمًا.
- قصر آل غرام: يقع غرب القرية قصر كبير المساحة له ثلاثة أدوار.
- القهبة: عبارة عن جبل من الجرانيت الأبيض يقع جنوب القرية، كان يستخدم لبناء منازل القرية قديمًا.
- منجل: قنوات ارضية وسطحية لتصريف مياه الأمطار الزائدة عن حاجة المزارع لها من جنوب الوادي حتى شماله.

## آبار المياه
بئر حامد، بئر حميان، بئر مثيبة، بئر الحائط العليا، بئر الحائط السفلى، بئر الهبيبة، بئر الصفيرى السفلى، بئر الصفيرى العليا، بئر القرارة، بئر خزاما، بئر القرشية، بئر زبيده، بئر غماله

## الزراعة
تشتهر القرية بزراعة العنب حيث يبلغ عدد مزراعه 26 مزرعه. وزراعة اللوز، المشمش، الخوخ، التين الشوكي «البرشومي». وأيضا تتميز بمحاصيل الحبوب بأنواعها صيفًا وخريفًا. حيث تمتاز جنوب القرية بغابة تكسوها أشجار العرعر والطلح.